# Collagna
Collagna (emilián nyelven Culâgna) település Olaszországban, Emilia-Romagna régióban, Reggio Emilia megyében fekszik. Lakosainak száma 991 fő (2008). Collagna Busana, Comano, Fivizzano, Ligonchio, Ramiseto és Sillano községekkel határos.

## Földrajz
Collagna a Ligur-Toszkán-medencében, az Appennino Reggiano régióban, a Casarola-hegy védelmében, a Secchia-folyó völgyében, Reggio nell'Emiliától 65 km-rel délre fekszik. Északról Busana, keletről Ligonchio, délről Fivizzano és Comano toszkán városok, nyugatról pedig Ramiseto városa határolják, az Appennino Reggiano hegyvidéki közösségéhez, területe egy része a Parco Nazionale dell'Appennino Tosco-Emiliano nemzeti parkhoz tartozik. A Nuda-hegy lábánál olyan tipikusan alpesi tavak is vannak, mint a Cerreto és a Pranda.

## Története
Collagnát először egy 1153-as dokumentumban említik. 1237-ben lakosai más közeli falvakéval együtt Reggio községhez tartoztak. A Vallisnerik uralkodása alatt, Collagna Valbona-birtokhoz tartozott. A 16. században volt hűbérbirtokként a ferrarai Brusantini család hűbérbirtoka volt, amelynek leghíresebb tagja, Paolo, Sassuolo kormányzója és a hercegi őrök kapitánya volt, aki halhatatlanná Alessandro Tassoni híres komikus-hősi művében, Az elrabolt vederben Culagna grófjaként vált. Később Collagna a Vigarani-Toschi család alá tartozott, és 1788-ban már 341 ember lakta. A napóleoni háborúk után Busanához került, és csak az „olasz egység létrejötte”, a risorgimento után lett ismét önálló település. Mai nevét 1872-ben a dialektális Culagnáról királyi rendeletre kapta. Az 1920. szeptember 7-én bekövetkezett heves földrengés súlyosan érintette, nagy pusztítást és sok épület károsodását okozta. Miután a második világháború véget ért, sok collagnai, tekintettel a kínált gazdasági lehetőségekre, Reggióba és a síkságra emigrált, ami néhány évtizedig nagy népességcsökkenést eredményezett. Egyrészt a szinte minden hagyományos mesterség, mint például a környék gazdasági életét addig jellemző pásztorkodás megszűnt, másrészt új tevékenységek születtek, olyanok, amelyek főként a tömegturizmushoz kötődnek, nevezetesen az 1960-as években megnyitott Cerreto Laghi síközponthoz.
A 2015. május 31-i népszavazás létrehozta Ramiseto egyesülését Busana és Ligonchio szomszédos településekkel, s az így létrejött településnek az állampolgárok a Ventasso nevet adták.

## Műemlékek és látnivalók

### Vallási építészet
- Szent Bertalan-plébániatemplom, amelyet az 1920-as földrengés után újjáépítettek.
- Keresztelő Szent János-plébániatemplom Cerreto Alpi faluban, a 12. század óta említve.
- Szent Péter-plébániatemplom, Vallisnera falucskában, neoromán stílusban újjáépítették az 1920-as földrengés után.
- Szent Rókus-plébániatemplom, az 1950-es években lebontották, majd az eredeti építészettörténeti stílusokban újjáépítettek, Acquabona falucskában.
- San Prospero-plébániatemplom Valbona faluban.

### Polgári építészet
Bár a földrengés 1920-ban a helyi művészeti örökséget jóformán eltörölte, a középkori Collagna nyomai megmutatkoznak az utcákon, a régi 63-as főút mentén, amely ma is átszeli az országot. Különösen érdekes a Pallai-udvar, amelyet a firenzei Caneri család építtetett, amely a Lorenzo de’ Medici elleni sikertelen merénylet után kénytelen volt elmenekülni a „liliomos városból”. A Szent Bertalannak szentelt, 1920 után újjáépített plébániatemplom továbbra is a magas Appennino Reggiano stílust idézi. A városka központi sétányán végigjárva terecskékben, szökőkutakban, homokkő portálokban és -ablakokban gyönyörködhetünk.

## Népesség
A település lakossága az elmúlt években az alábbi módon változott:
| Lakosok száma | 1500 | 1826 | 2285 | 2585 | 2579 | 2494 | 2019 | 1242 | 1112 | 991  |
|               | 1861 | 1881 | 1901 | 1921 | 1931 | 1951 | 1961 | 1981 | 1991 | 2008 |

## Kultúra

### Események
- Hagyományos áru- és állatvásár június első vasárnapján
- Augusztusi vásár augusztus második vasárnapján
- Szent Bertalan-búcsú augusztus 24-én

## Személyiségek
- Silvio D'Arzo író
- Giovanni Lindo Ferretti dalszerző és -író
- Paolo Monelli futballista
- Paolo Tramezzani focista

## Humánföldrajz

### Frakciók

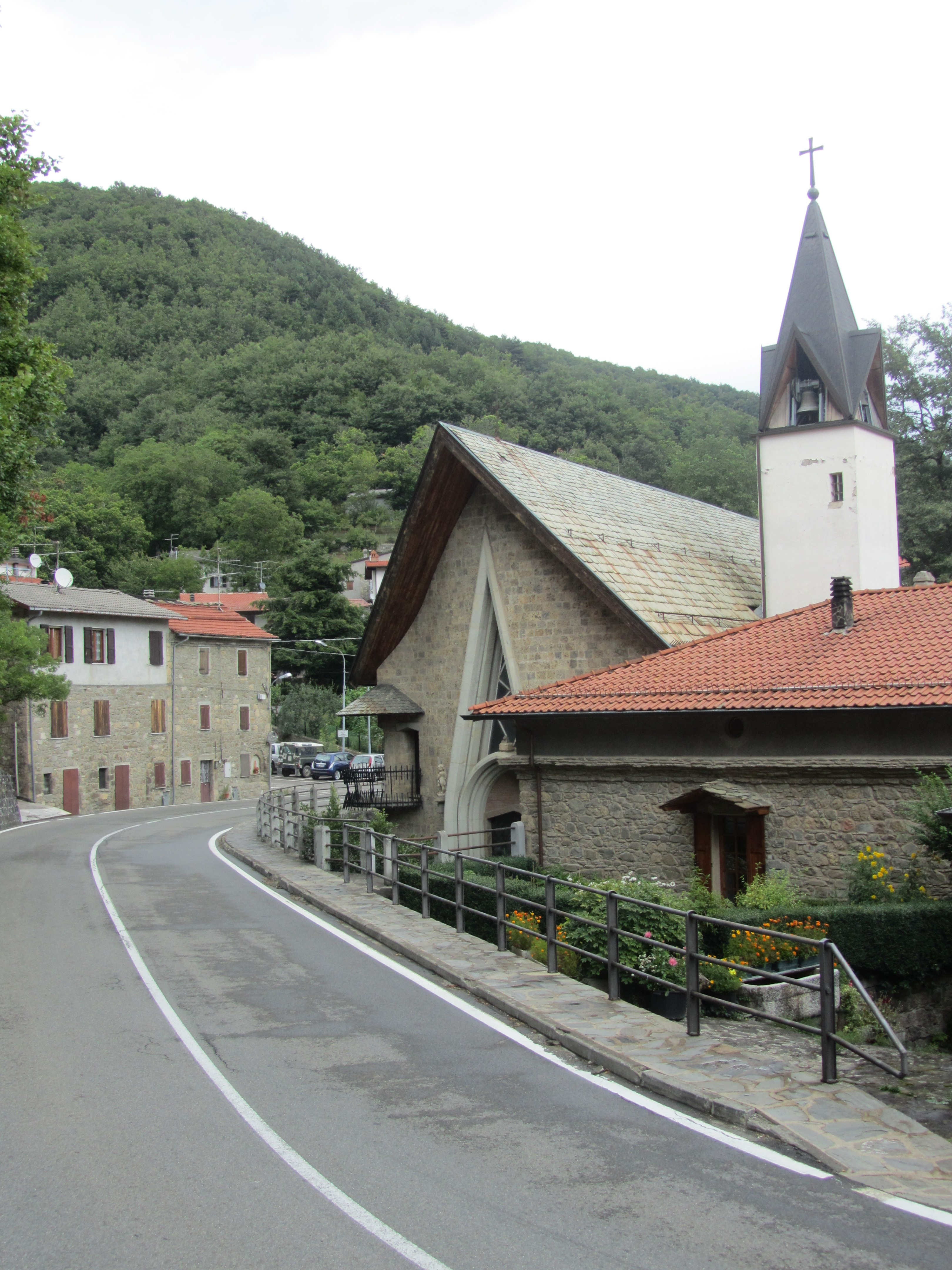
Az acquabonai Szent Rókus-templom

Collagna 67 négyzetkilométeres területéhez Acquabona, Cerreto Alpi, Cerreto Laghi, Valbona és Vallisnera frakciók tartoznak.
Acquabona (helyi nyelvjárásban Aquabòna, a. m. Jó víz) Collagnától északra, Busana határában található kis falu, amelyet egymással szemben épült régi házak alkotnak. Szent Rókusnak szentelt temploma, amelyet a második világháború után modern építészeti stílusban építettek újra, mégis nagyon jellegzetes. A 63-as főút mentén fekvő Acquabona egy kis patak völgyére néz, amelynek friss víze a falu nevét adja. A Szerelem forrása nagyon híres.
Cerreto Alpi a település méret tekintetében második lakott központja. A Cerretano-csatorna mentén elhelyezkedő Cerreto Alpi figyelemre méltó történelmi, művészeti és kulturális örökséggel büszkélkedhet.
Gabellina (Gablèina reggiói és Gablìna helyi nyelvjárásban) kis falu 6 km-rel Collagnától nyugatra fekszik, a Passo del Cerreto mentén. Nevét annak az 1830 és 1844 között itt működtetett vámháznak (gabella) köszönheti, amelyet a toszkánai nagyherceg rendelt el. A vámtisztviselők által üresen hagyott házban később szállodát nyitottak, amelyet egy bizonyos ideig Cesare Zavattini atya vezetett. A szálló 2011. december 18-án ismét megnyílt.
Ponte del Barone egy házcsoport kilátással Secchiától 5 km-rel Collagnától a 63-ason nyugatra. A falu nagy hídjának köszönheti nevét, amely a város nyugati oldalán íveli át a Secchiát.
Valbona a Casarola-hegy lejtőin található, a Scalucchia-hágónál. Gazdasági életét még mindig a pásztorkodás és az állattenyésztés jellemzi.
Vallisnera a Rio di Collagna völgyében található, a Ventasso-hegy lejtőin. Gazdag múlttal büszkélkedhet, hiszen a Vallisneri grófok, az Appennino Reggiano egyik legfontosabb nemesi családja volt. Az 1207-ben kiadott jogszabályban a Vallisnerik a társadalmi élet minden területét szabályozták.

## Infrastruktúra és közlekedés

### Utak
Az önkormányzati területet a Passo del Cerreto 63-as főútja keresztezi, kétirányú csatlakozási lehetőséggel. A Passo del Cerreto Reggiót Aullával, míg az állami főút Collagnát Acquabona, Cerreto Alpi, Ponte del Barone és Gabellina falvakkal köti össze. Collagna Ligonchióhoz a 91-es főúton csatlakozik, amely a Vaglie Ligoni vidékén áthaladva összeköti a két önkormányzati székvárost.
Az önkormányzati úthálózaton el lehet érni Vallisnera és Valbona frakciókat is.
A település nem csatlakozik közvetlenül autópályára; legközelebb az A15-ösre Aullánál lehet felhajtani.

## Fordítás
- Ez a szócikk részben vagy egészben  a   Collagna című olasz Wikipédia-szócikk ezen változatának fordításán alapul.  Az eredeti cikk szerkesztőit annak laptörténete sorolja fel. Ez a jelzés csupán a megfogalmazás eredetét és a szerzői jogokat jelzi, nem szolgál a cikkben szereplő információk forrásmegjelöléseként.